# Blixtkub

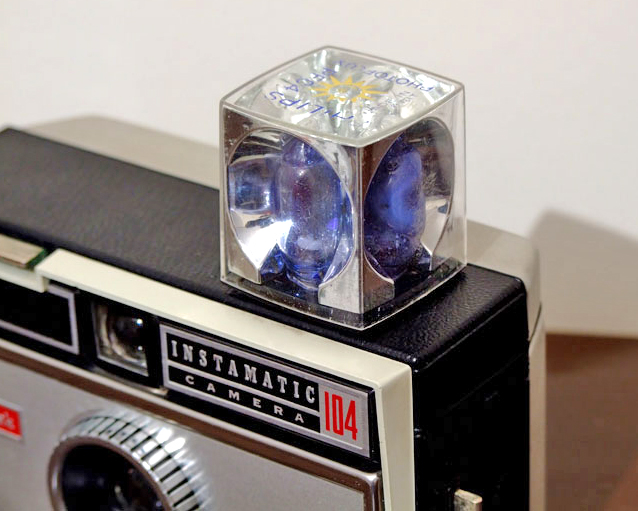
Blixtkub; en använd blixt syns på högersida

Innan elektronblixtarna blev vanliga tillbehör till stillbildskameror användes, åtminstone utanför studion, engångsblixtlampor. Dessa brändes sönder och måste bytas efter varje bild. En blixtkub är en kubformad anordning med fyra sådana blixtlampor samt reflektorer till dessa inbyggda. Denna monterades i ett fäste på kameran och den av blixtarna som var vänd framåt aktiverades när bilden togs. När en bild hade tagits roterade användaren kuben så att en oanvänd blixtlampa kom framåt.  När blixtkubens fyra blixtar var förbrukade kastades den. Den ursprungliga blixtkuben behövde elektrisk ström för aktivering av blixtlamporna, vilket löstes med ett batteri i kameran. En senare variant (Magicube / X-Cube) behövde inget batteri, då de använde kemiska tändsatser som aktiverades mekaniskt via ett stift i sockeln.  En kameraserie som använde blixtkuber var Kodaks Instamaticmodeller.